# 凯文·尼科尔斯
凯文·尼科尔斯（英語：Kevin Nichols，1955年7月4日—），澳大利亚男子自行车运动员。他曾代表澳大利亚参加1976年、1980年和1984年夏季奥林匹克运动会自行车比赛，其中1984年奥运会获得一枚金牌。